# Фортеця Осама
Фортеця Осама (ісп. Fortaleza Ozama) визнана ЮНЕСКО найстарішою військовою спорудою європейського походження в Америці,  побудована між 1502-1508 рр  іспанцями біля входу в колоніальне місто Санто-Домінго, Домініканська Республіка, і з видом на річку Осама. Названа на честь цієї річки, фортеця була оголошена ЮНЕСКО  об’єктом Світової спадщини разом з іншими історичними пам’ятками колонії Сьюдад.
Фортеця Осама є частиною колоніального міста Санто-Домінго. За словами істориків та архітекторів, будівництво цього пам’ятника тривало з 1502 до 1508 р. губернатором Ніколасом Овандо. Протягом 16 століття 18-метрова вежа була найвищою будівлею європейців в Америці. 
Фортеця спроектована у формі кам’яного замку і досі зберігає свою первісну архітектуру. Усередині фортеці є тунелі та підземелля, де тримали в’язнів, у тому числі Христофор Колумб, одна з найважливіших постатей в історії Америки, був ув’язнений у фортеці Осама.

## Історія
Вражаюча архітектурна споруда середньовічного стилю та дизайну, Вежа пошани (іспанською: Torre del Homenaje) стоїть у центрі. Замок був розроблений для охорони входу в порт Санто-Домінго та захисту міста від морських ворогів: англійських, французьких та голландських піратів та завойовників.
Для будівництва використовували коралові камені, видобуті з моря. На будівництві фортеці працювали раби негри та таїно. Ніколас де Овандо, засновник Санто-Домінго, особисто вибрав ділянку будівництва. 
Архітектором будівлі був іспанець Гомес Гарсія де Варела. Будівництво розпочалося з головної вежі, потім стрілецьких платформ, потім головного оборонного форту.  Форт захопив пірат сер Френсіс Дрейк у 1586 році. Вхідні ворота на Кальє Дамас спочатку були побудовані в 1608 році.  У 1787 році ворота перебудували на сучасний вигляд - ворота Карлоса III. Двері були зроблені з імпортного африканського чорного дерева.
У фортеці зазвичай ув'язнювали піратів і чорних рабів. Протягом 1900-х років колишні президенти Хасінто Пейнадо та Орасіо Васкес деякий час перебували у в’язниці.  У 1937 р. під керівництвом Рафаеля Трухільйо зовнішні стіни були добудовані кренеляжем. 
У 1965 році, у квітні, почалася Вітчизняна війна на чолі з групою солдатів та громадян, які обрали полковника Франсіско Кааманьйо Конституційним президентом республіки 4 травня. За часів уряду полковника Франсіско Альберто Кааманьйо Деньо фортеця Осама перестала бути військовою спорудою відповідно до Закону № 11 президента Кааманьйо, перетворившись на громадське місце з назвою Пласа-де-ла-Конститусьйон. У дверях є отвори від куль від 1965 року, спричинені боями в Домініканській громадянській війні. 

## Опис

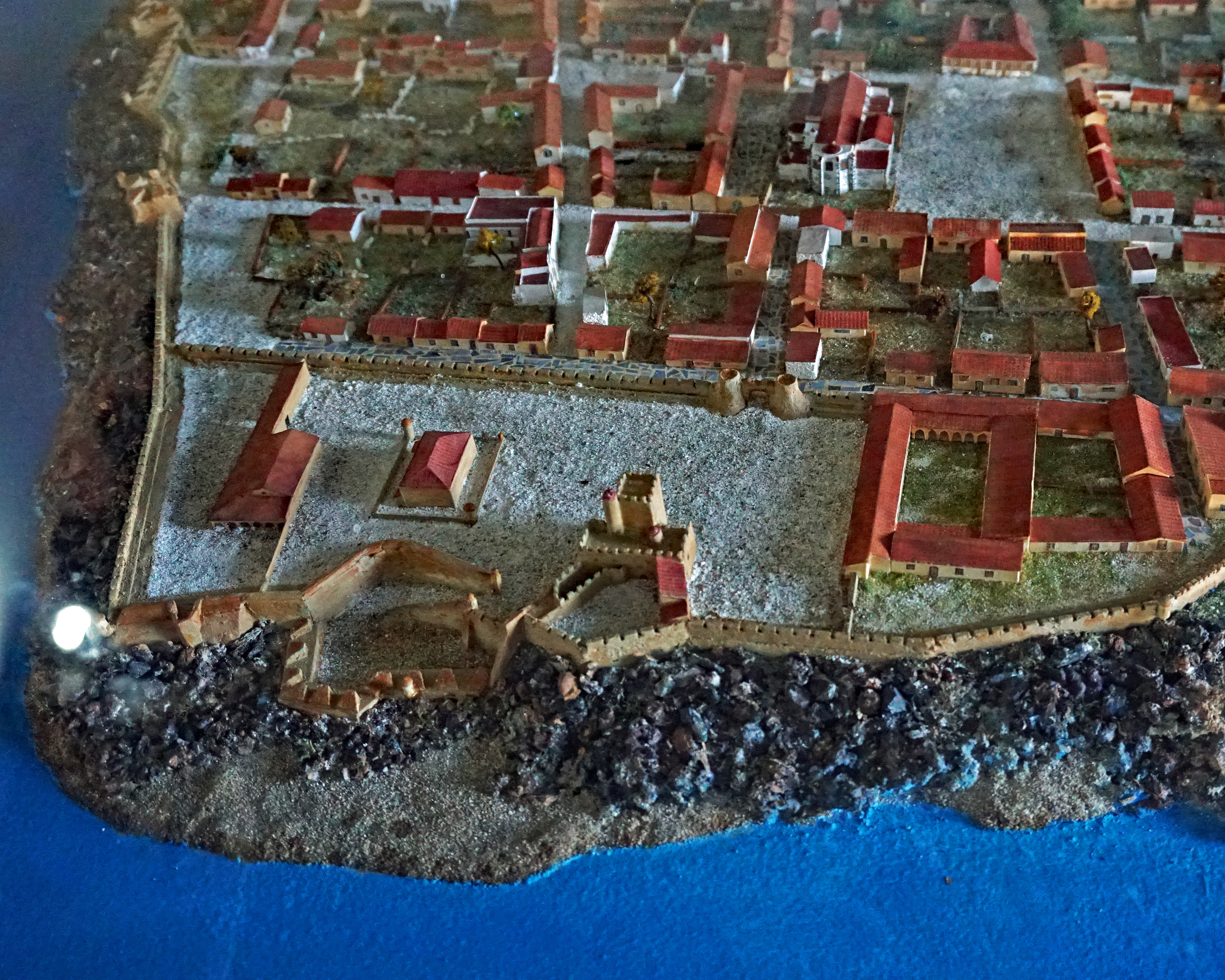
Довжина міських стін у 1785 році. Основною його особливістю була фортеця Осама. Експонат в Museo de las Casas Reales в Санто-Домінго

Фортеця знаходиться в кінці вулиці Лас-Дамас. Свою назву він отримав завдяки своєму розташуванню біля річки Осама.
Статуя перед будівлею зображує Гонсало Фернандеса де Ов’єдо-і-Вальдеса, губернатора фортеці з 1533 по 1557 роки та автора «Historia General y Natural de las Indias». Статуя була привезена з іспанської Саламанки в 1977 році, її виготовив художник Хоакін Вакеро Турсіо.  
Центральна вежа будівлі має висоту 18 метрів, стіни товщиною 2 метри.  Укріплені стіни навколо будівлі мають товщину 3 метри, за винятком берега річки, де стіни мають товщину 1 метр. Цемент, що утримує стіни, це суміш гіпсу, глини, вапна та крові тварин. 

## Галерея

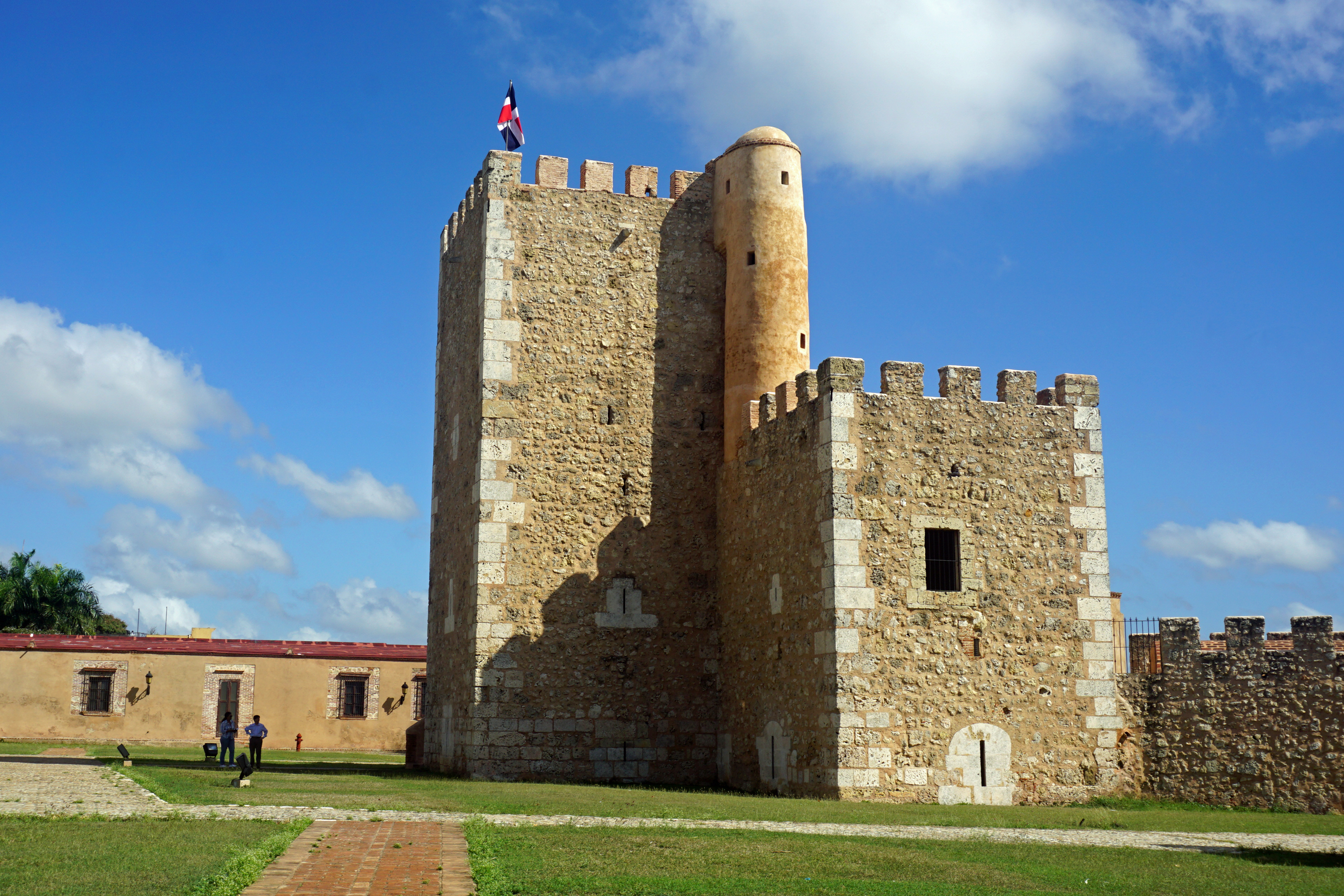
Фортеця Осама
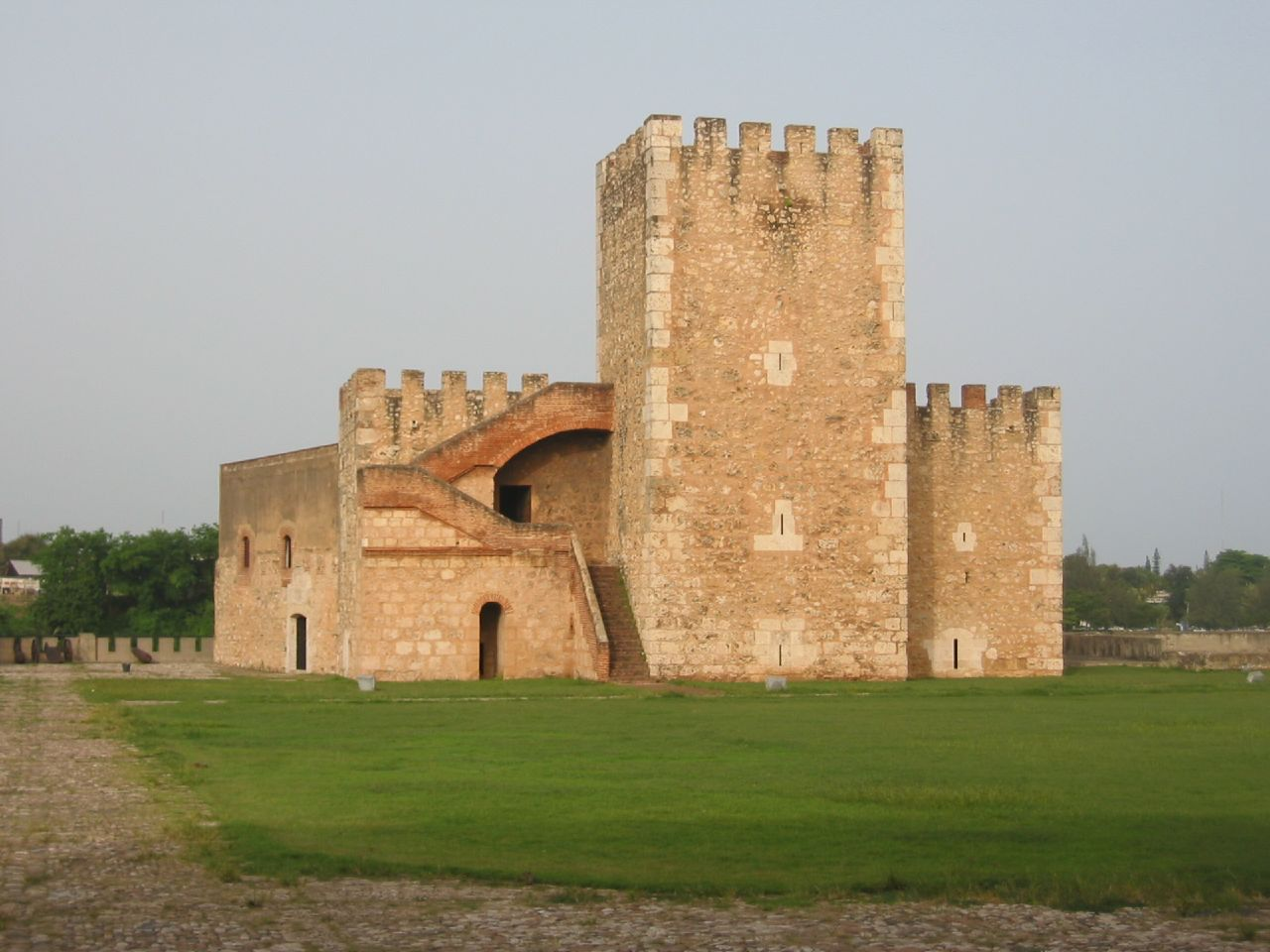
Башта вшанування у фортеці Осама
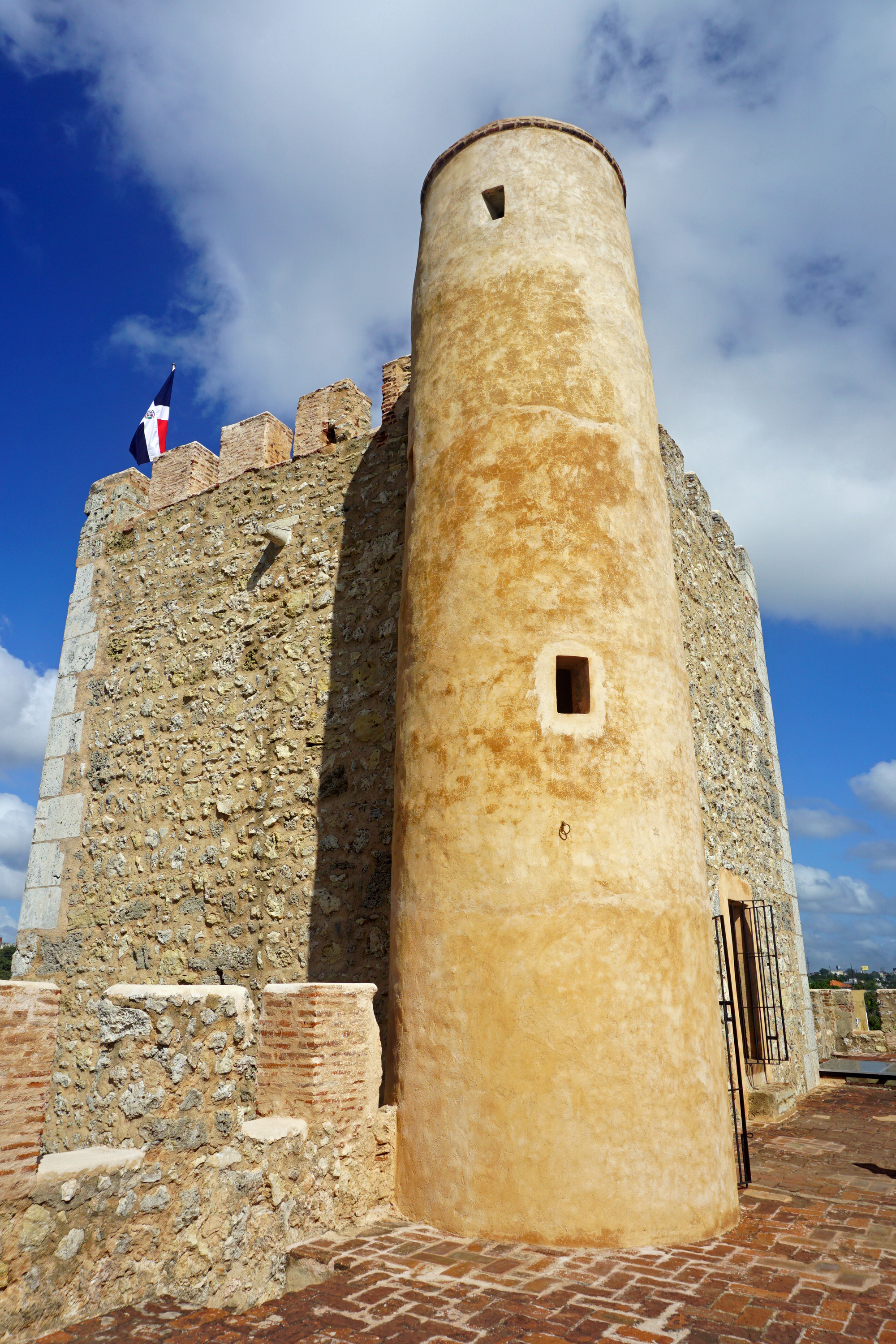
Вежа пошани
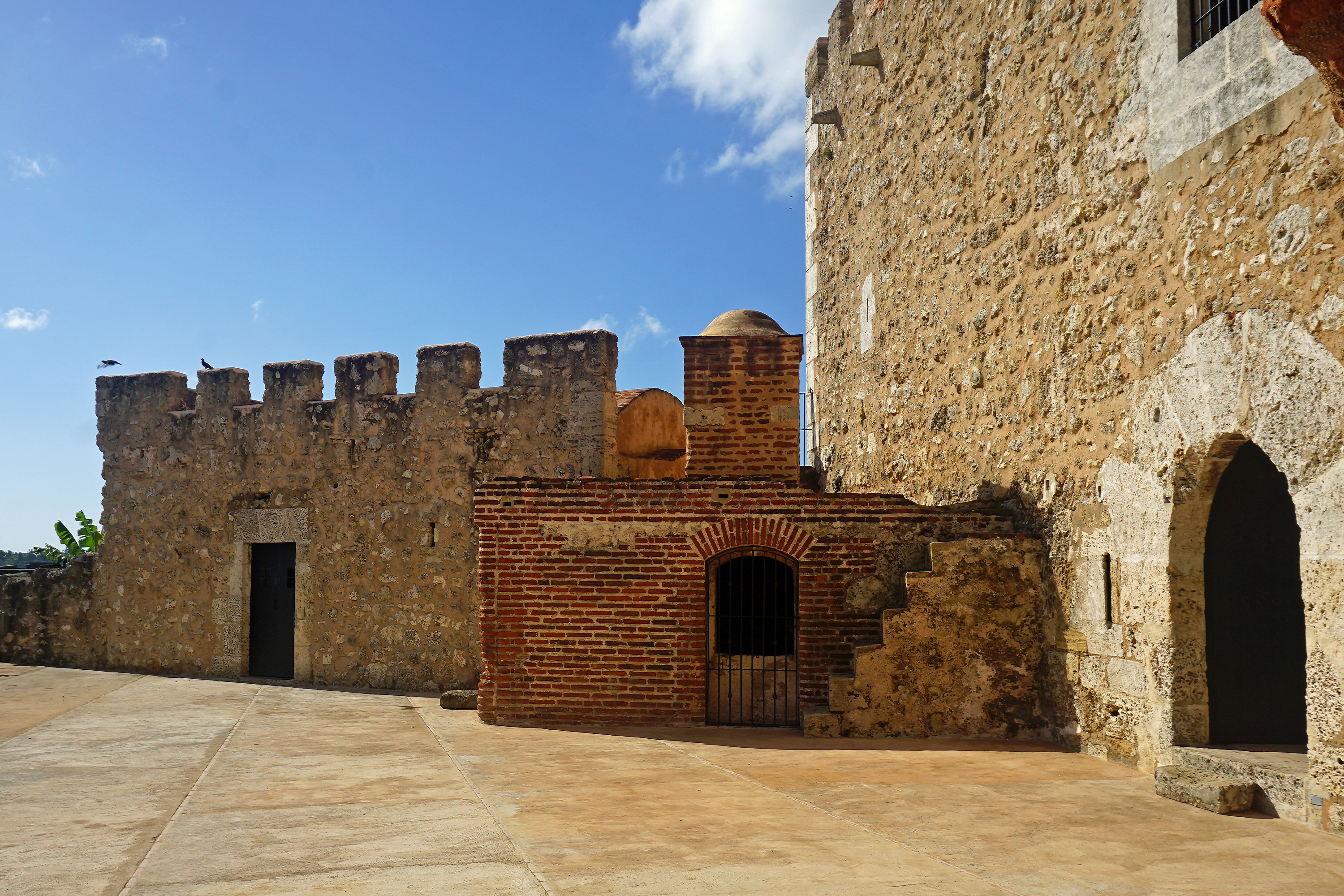
Вершина нижньої вежі
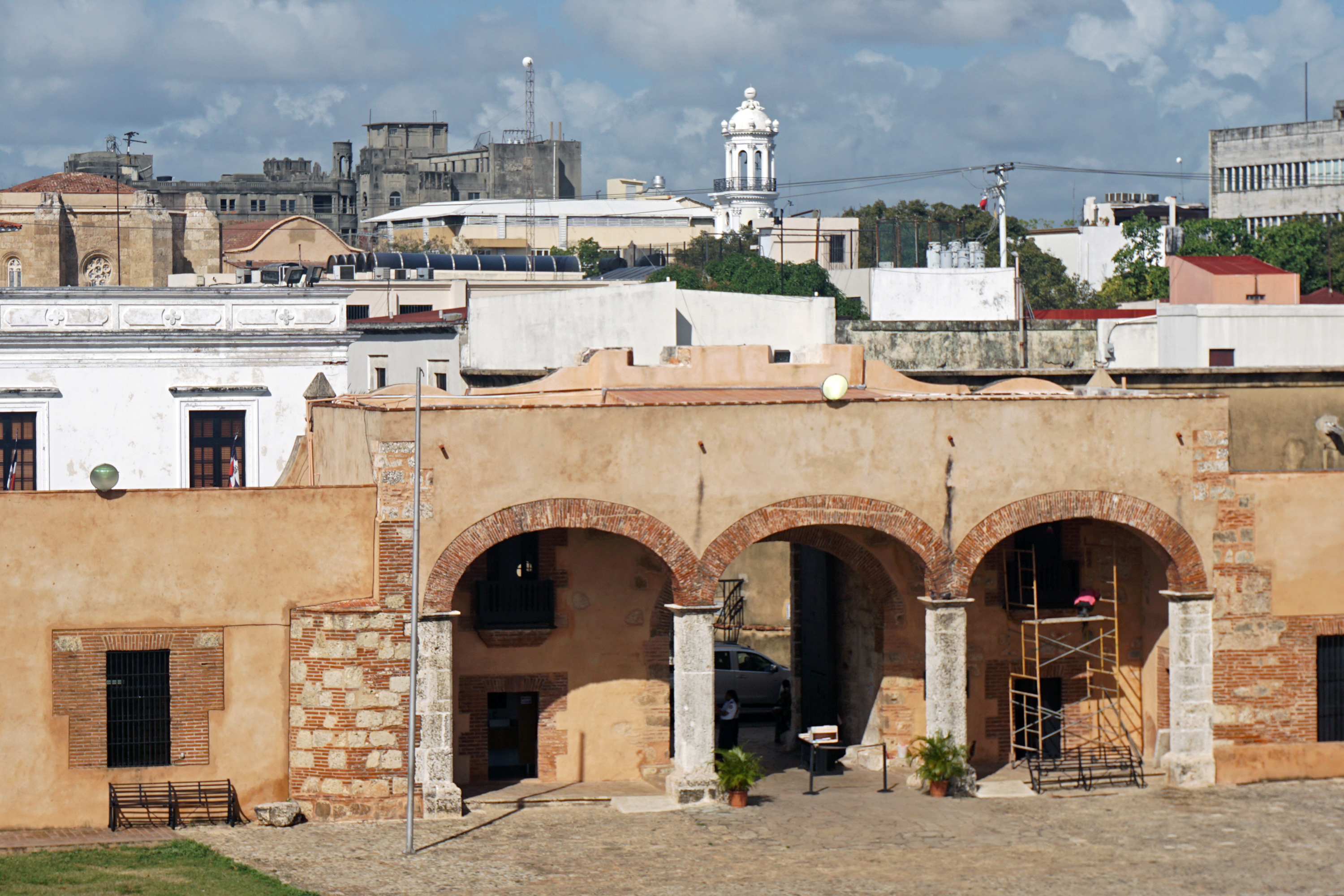
Вхід у фортецю
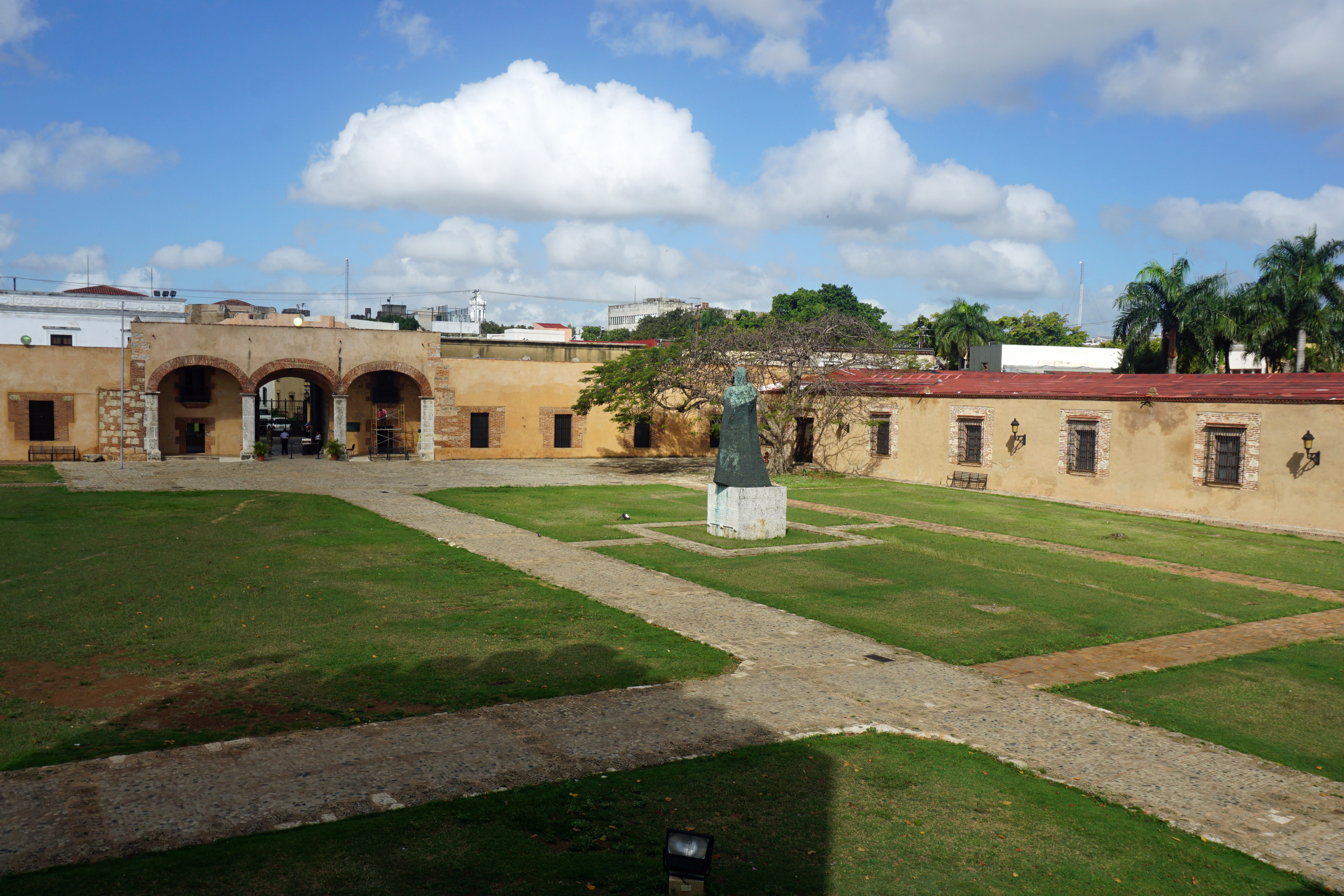
Внутрішній сад фортеці
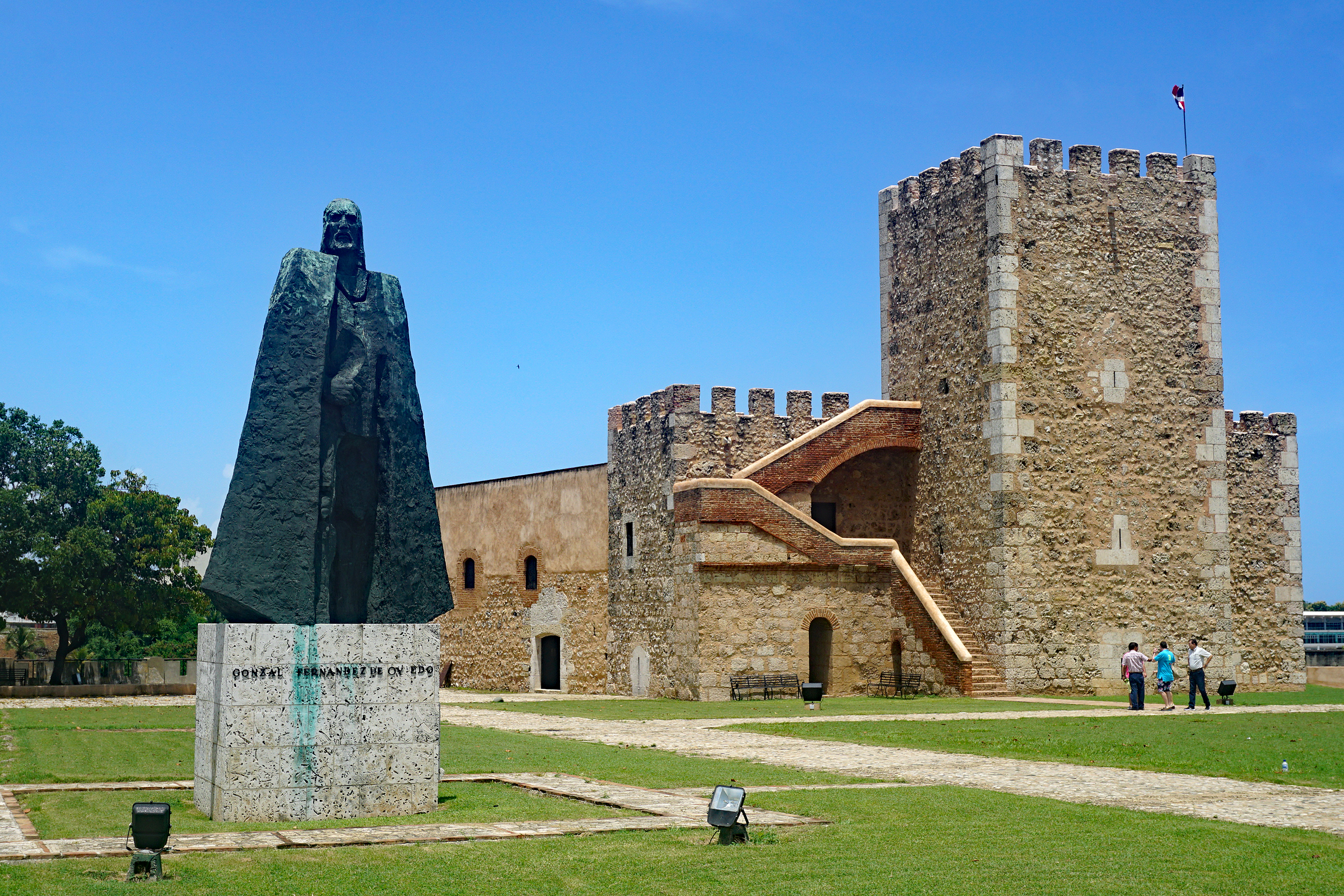
Статуя Гонсало Фернандеса де Ов’єдо-і-Вальдеса
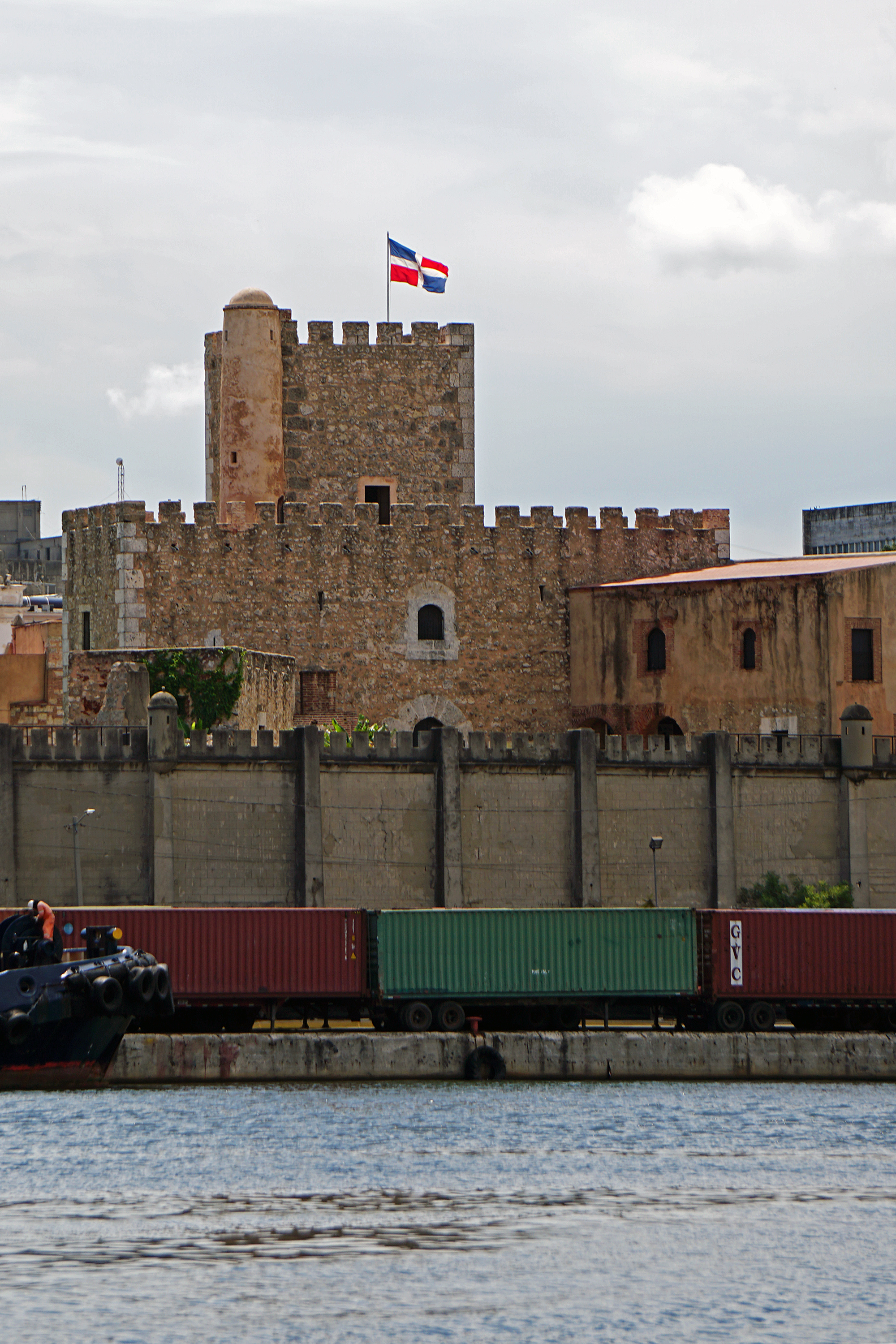
Вид з-за річки Осама